# سيفينداست
سيفينداست (بالإنجليزية: sevendust)‏ هي فرقة روك أمريكية من آتالانتا جورجیا والتي شكلت في عام 1994 وحتى الآن.

## الألبومات
- 1997 - Sevendust
- 1999 - Home
- 2001 - Animosity
- 2003 - Seasons
- 2005 - Next
- 2007 - Alpha
- 2008 - Chapter VII: Hope and Sorrow
- 2010 - Cold Day Memory

## روابط خارجية
- سيفينداست على موقع IMDb (الإنجليزية)
- سيفينداست على موقع ميوزك برينز (الإنجليزية)
- سيفينداست على موقع أول ميوزيك (الإنجليزية)
- سيفينداست على موقع ديسكوغز (الإنجليزية)